# Fragmente – das konservative Kulturmagazin
Fragmente – das konservative Kulturmagazin war eine deutsche Zeitschrift, die von 1989 bis 1992 in Berlin erschien. Sie wird in die Neue Rechte eingeordnet und dem „politisch-ideologisch rechten Rand zugerechnet“.
Gründer und Schriftleiter war der Theologe Wolfgang Fenske (* 1969), der zuvor von der Schüler Union Deutschlands in Berlin zur teilweise rechtsradikalen Partei Die Republikaner gewechselt war. Als Aufgabe der Zeitschrift sah er, die Tradition des „Jungkonservatismus“ (die Neue Rechte) zu pflegen. Demgemäß porträtierte die Zeitschrift Theoretiker der „Konservativen Revolution“ wie Arthur Moeller van den Bruck und Othmar Spann und behandelte Themen wie den „Nutzen der Nation“. Ferner erschienen geschichtsrevisionistische Texte zum Zweiten Weltkrieg und Annoncen rechtsextremer Gruppen der Reichsbürgerbewegung und des Coburger Convents, eines Verbands von Studentenverbindungen, in der Zeitschrift.
Zur Redaktion gehörte Guido Fehling, zu den Autoren gehörten Walter Becher, Günter Rohrmoser, Wolfgang Venohr und Karlheinz Weißmann. Sie alle schrieben parallel oder später auch für die 1986 gegründete neurechte Zeitung Junge Freiheit.
Ein weiterer Redakteur war der damalige Theologiestudent Carsten Rentzing. Er wurde 2015 Landesbischof der Evangelisch-Lutherischen Landeskirche Sachsens. Ab 12. Oktober 2019 wurden Rentzings frühere Redakteurstätigkeit und Texte, die er in der Zeitschrift veröffentlicht hatte, in Deutschland bekannt. Darin hatte er sich ablehnend zu Demokratie und Menschenrechten geäußert. Kurz bevor diese Texte erneut publik wurden, kündigte Rentzing seinen Rücktritt vom Bischofsamt an.